# Travellers Rest
Travellers Rest är en del av en befolkad plats i Australien. Den ligger i kommunen Meander Valley och delstaten Tasmanien, i den sydöstra delen av landet, omkring 150 kilometer norr om delstatshuvudstaden Hobart.
Runt Travellers Rest är det ganska glesbefolkat, med 48 invånare per kvadratkilometer.. Närmaste större samhälle är Launceston, nära Travellers Rest. 
Trakten runt Travellers Rest består till största delen av jordbruksmark. Genomsnittlig årsnederbörd är 967 millimeter. Den regnigaste månaden är augusti, med i genomsnitt 119 mm nederbörd, och den torraste är februari, med 41 mm nederbörd.